# Saut à ski aux championnats du monde de ski nordique 2011

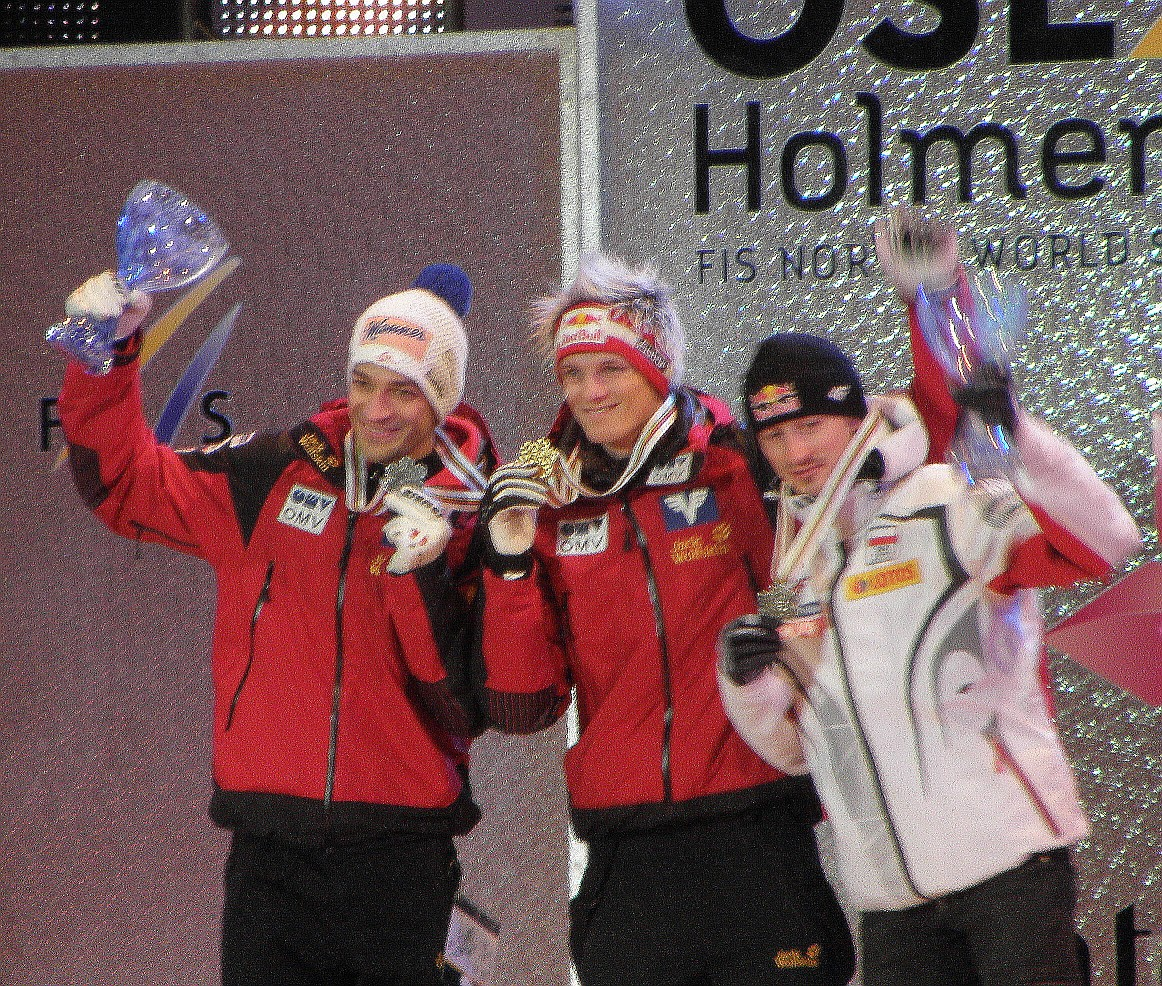
Podium du K90 hommes.

## Résultats

### Hommes

#### K90
| Rang               | Sauteur               | Saut 1   | Saut 1 | Saut 2   | Saut 2 | Total |
| Rang               | Sauteur               | Distance | Points | Distance | Points | Total |
| ------------------ | --------------------- | -------- | ------ | -------- | ------ | ----- |
| Médaille d'or      | Thomas Morgenstern    | 101.5    | 129.9  | 107.0    | 139.3  | 269.2 |
| Médaille d'argent  | Andreas Kofler        | 99.5     | 123.3  | 105.0    | 136.8  | 260.1 |
| Médaille de bronze | Adam Małysz           | 97.5     | 120.7  | 102.0    | 131.5  | 252.2 |
| 4                  | Simon Ammann          | 97.5     | 117.3  | 101.5    | 130.3  | 247.6 |
| 5                  | Tom Hilde             | 94.0     | 115.3  | 101.5    | 129.5  | 244.8 |
| 6                  | Kamil Stoch           | 94.0     | 113.9  | 101.0    | 126.6  | 240.5 |
| 7                  | Severin Freund        | 95.5     | 115.5  | 100.0    | 123.3  | 238.8 |
| 8                  | Gregor Schlierenzauer | 93.5     | 114.2  | 98.0     | 121.0  | 235.2 |
| 9                  | Anders Bardal         | 97.0     | 115.9  | 98.5     | 116.7  | 232.6 |
| 10                 | Anssi Koivuranta      | 98.5     | 118.4  | 94.0     | 113.5  | 231.9 |

[PDF](en) Résultats officiels détaillés

#### K90 par équipe
| Rang               | Sauteurs                                                                     | Saut 1                  | Saut 1                  | Saut 2                  | Saut 2                  | Total  |
| Rang               | Sauteurs                                                                     | Distance                | Points                  | Distance                | Points                  | Total  |
| ------------------ | ---------------------------------------------------------------------------- | ----------------------- | ----------------------- | ----------------------- | ----------------------- | ------ |
| Médaille d'or      | Autriche Gregor Schlierenzauer Martin Koch Andreas Kofler Thomas Morgenstern | 105.0 105.5 105.0       | 128.4 134.8 130.5 131.5 | 103.0 102.0 103.5 108.0 | 121.5 124.0 130.6       | 1025.5 |
| Médaille d'argent  | Norvège Anders Jacobsen Bjørn Einar Romøren Anders Bardal Tom Hilde          | 103.5 101.5 105.5 102.5 | 130.0 125.2 133.4 126.1 | 102.5 100.5 101.0 102.5 | 122.5 117.3 122.5 123.5 | 1000.5 |
| Médaille de bronze | Allemagne Martin Schmitt Michael Neumayer Michael Uhrmann Severin Freund     | 104.5 101.0 102.0 105.0 | 126.5 121.4 123.3 131.5 | 104.0 99.5 102.5 105.5  | 122.8 112.9 120.4 109.4 | 968.2  |
| 4                  | Pologne Kamil Stoch Piotr Żyła Stefan Hula Adam Małysz                       | 101.0 98.0 97.5 104.5   | 124.3 115.2 110.2 126.1 | 102.5 101.0 93.0 106.5  | 123.0 120.4 102.7 130.5 | 953.0  |
| 5                  | Japon Fumihisa Yumoto Taku Takeuchi Noriaki Kasai Daiki Ito                  | 95.0 100.5 99.5 100.5   | 109.6 120.1 115.0 122.8 | 95.5 100.5 96.5 105.5   | 108.6 116.6 110.5 127.9 | 931.1  |
| 6                  | Slovénie Mitja Mežnar Jernej Damjan Robert Kranjec Peter Prevc               | 95.0 94.5 101.0 99.0    | 109.4 108.1 119.4 118.2 | 100.0 99.0 100.0 99.5   | 116.9 115.4 120.2 116.6 | 924.2  |
| 7                  | Tchéquie Borek Sedlák Roman Koudelka Jan Matura Jakub Janda                  | 92.5 99.5 101.0         | 107.2 118.4 120.6 122.1 | 95.0 102.0 97.0 96.5    | 106.4 120.1 112.0 111.1 | 917.9  |
| 8                  | Finlande Anssi Koivuranta Olli Muotka Janne Ahonen Matti Hautamäki           | 90.0 95.0 100.0 102.5   | 100.1 106.4 116.3 124.0 | 97.0 95.5 94.5 108.0    | 111.9 103.2 104.8 133.8 | 900.5  |

[PDF](en) Résultats officiels détaillés

#### K120
| Rang               | Sauteurs              | Saut 1   | Saut 1 | Saut 2   | Saut 2 | Total |
| Rang               | Sauteurs              | Distance | Points | Distance | Points | Total |
| ------------------ | --------------------- | -------- | ------ | -------- | ------ | ----- |
| Médaille d'or      | Gregor Schlierenzauer | 130.0    | 135.3  | 134.5    | 142.2  | 277.5 |
| Médaille d'argent  | Thomas Morgenstern    | 133.0    | 141.5  | 131.0    | 135.7  | 277.2 |
| Médaille de bronze | Simon Ammann          | 129.5    | 131.9  | 134.5    | 142.4  | 274.3 |
| 4                  | Andreas Kofler        | 129.5    | 131.0  | 134.0    | 138.6  | 269.9 |
| 5                  | Matti Hautamäki       | 134.5    | 134.9  | 129.0    | 131.3  | 266.2 |
| 6                  | Michael Uhrmann       | 133.0    | 133.7  | 129.0    | 130.3  | 264.0 |
| 7                  | Anders Bardal         | 133.5    | 135.6  | 125.0    | 128.2  | 263.8 |
| 8                  | Martin Koch           | 130.0    | 129.7  | 129.5    | 132.6  | 262.3 |
| 9                  | Anders Jacobsen       | 134.0    | 139.4  | 123.0    | 121.3  | 260.7 |
| 10                 | Tom Hilde             | 133.5    | 128.7  | 128.5    | 130.3  | 259.0 |

[PDF](en) Résultats officiels détaillés

#### K120  par équipe
| Rang               | Sauteurs                                                                     | Saut 1                  | Saut 1                  | Total |
| Rang               | Sauteurs                                                                     | Distance                | Points                  | Total |
| ------------------ | ---------------------------------------------------------------------------- | ----------------------- | ----------------------- | ----- |
| Médaille d'or      | Autriche Gregor Schlierenzauer Martin Koch Andreas Kofler Thomas Morgenstern | 125.5 118.5 141.0 140.5 | 120.0 106.8 132.2 141.0 | 500.0 |
| Médaille d'argent  | Norvège Anders Jacobsen Johan Remen Evensen Anders Bardal Tom Hilde          | 120.5 119.0 127.5 127.5 | 107.1 104.0 119.9 125.4 | 456.4 |
| Médaille de bronze | Slovénie Peter Prevc Jurij Tepeš Jernej Damjan Robert Kranjec                | 109.0 120.0 127.5 136.0 | 87.9 106.9 117.2 140.6  | 452.6 |
| 4                  | Allemagne Martin Schmitt Richard Freitag Severin Freund Michael Uhrmann      | 124.5 132.0 128.0 110.0 | 108.2 128.0 124.8 90.9  | 451.9 |
| 5                  | Pologne Kamil Stoch Piotr Żyła Stefan Hula Adam Małysz                       | 113.5 127.0 113.5 135.5 | 100.6 118.0 93.8 123.2  | 435.6 |
| 6                  | Japon Taku Takeuchi Fumihisa Yumoto Noriaki Kasai Daiki Ito                  | 115.5 111.0 125.5 123.0 | 102.8 83.7 113.3 110.9  | 410.7 |
| 7                  | Finlande Matti Hautamäki Olli Muotka Anssi Koivuranta Janne Ahonen           | 125.0 101.0 124.5 117.5 | 113.0 74.0 119.2 102.1  | 408.3 |
| 8                  | Tchéquie Jakub Janda Lukáš Hlava Jan Matura Roman Koudelka                   | 117.0 119.0 114.5 106.0 | 106.6 104.4 98.0 78.7   | 387.7 |
| 9                  | Russie Pavel Karelin Denis Kornilov Ilia Rosliakov Dimitry Vassiliev         | 119.5 122.5 DSQ 100.5   | 109.7 109.0 0.0 66.8    | 285.5 |
| 10                 | Kazakhstan Alexey Korolev Evgeni Levkin Nikolay Karpenko Radik Zhaparov      | 86.5 104.5 106.5 100.0  | 46.9 73.4 78.4 66.5     | 265.2 |

[PDF](en) Résultats officiels détaillés

### Femmes

#### K90
| Rang               | Sauteurs          | Saut 1   | Saut 1 | Saut 2   | Saut 2 | Total |
| Rang               | Sauteurs          | Distance | Points | Distance | Points | Total |
| ------------------ | ----------------- | -------- | ------ | -------- | ------ | ----- |
| Médaille d'or      | Daniela Iraschko  | 97.0     | 118.2  | 97.0     | 113.5  | 231.7 |
| Médaille d'argent  | Elena Runggaldier | 97.5     | 113.4  | 93.5     | 105.5  | 218.9 |
| Médaille de bronze | Coline Mattel     | 92.0     | 98.8   | 97.0     | 112.7  | 211.5 |
| 4                  | Eva Logar         | 91.0     | 102.7  | 88.5     | 95.2   | 197.9 |
| 5                  | Maja Vtič         | 88.5     | 87.6   | 97.0     | 108.4  | 196.0 |
| 6                  | Sara Takanashi    | 92.0     | 94.7   | 93.0     | 100.3  | 195.0 |
| 7                  | Ayumi Watase      | 89.0     | 91.2   | 93.0     | 101.6  | 192.8 |
| 8                  | Evelyn Insam      | 94.5     | 97.8   | 87.5     | 90.3   | 188.1 |
| 9                  | Melanie Faißt     | 88.0     | 86.8   | 92.0     | 98.3   | 185.1 |
| 10                 | Line Jahr         | 89.5     | 92.4   | 84.5     | 88.9   | 181.3 |

[PDF](en) Résultats officiels détaillés

## Tableau des médailles
| Rang | Nation    | Or | Argent | Bronze | Total |
| ---- | --------- | -- | ------ | ------ | ----- |
| 1    | Autriche  | 5  | 2      | 0      | 6     |
| 2    | Norvège   | 0  | 2      | 0      | 2     |
| 3    | Italie    | 0  | 1      | 0      | 1     |
| 4    | Allemagne | 0  | 0      | 1      | 1     |
| 4    | France    | 0  | 0      | 1      | 1     |
| 4    | Pologne   | 0  | 0      | 1      | 1     |
| 4    | Slovénie  | 0  | 0      | 1      | 1     |
| 4    | Suisse    | 0  | 0      | 1      | 1     |